# Zzaj (musikalbum)
Zzaj är den svenska gruppen Zzajs debutalbum, utgivet 1988. Albumet låg tre veckor på svenska albumlistan i maj–juni 1988.

## Låtförteckning
1. Tänker på dig – 5:37
2. En minut –	4:10
3. Du vet var jag finns – 5:12
4. Låt oss gå – 4:10
5. Dumma man – 5:12
6. Zzaj – 0:37
7. Om och om igen – 3:57
8. Välkommen till mitt rum – 5:20
9. Om du kommer – 5:00
10. Två – 4:32

## Medverkande
- Sång – Anna Nederdal
- Gitarr, producent – Billy Bolero
- Basgitarr – Mats Lindberg, Patrik Sventelius
- Keyboards – Kristoffer Wallman, Staffan Öfverman
- Saxofon – Mats Gunnarsson
- Trummor – Christian Callert
- Percussion – Nils Tanaka
- Programmering – Mats Wester
- Trumpet Du vet var jag finns – Anders Löwstedt
- Basgitarr Dumma man – Arne Wilhelmsson
- Piano, pianoarrangemang Dumma man – Ulf Johansson
- Bakgrundssång Om och om igen – Idde Schultz, Irma Schultz
- Omslagsfoto – Mikael Jansson